# 金沢シーサイドライン新杉田駅逆走事故
金沢シーサイドライン新杉田駅逆走事故（かなざわシーサイドラインしんすぎたえきぎゃくそうじこ）は、2019年（令和元年）6月1日、横浜シーサイドラインが運行する金沢シーサイドライン（AGT路線）の新杉田駅で列車が逆走し車止めに衝突、乗客が負傷した事故である。同路線初の鉄道人身障害事故となった。

## 概要
2019年（令和元年）6月1日20時15分ごろ、新杉田発並木中央行きの電車（2000形5両編成、無人自動運転）は旅客の乗降を終え、ドアが閉まると同時に本来の進行方向とは逆方向に向かって走り出し、25メートル先の車止めに衝突した。全車両のモーターが進行方向とは逆に動き、20 km/h以上で車止め（油圧式緩衝装置タイプ）に衝突したと見られている。運輸安全委員会は翌2日の午前から事故調査を開始した。
6月2日までの神奈川県警察の発表では本件事故により乗客計14人が負傷と報告されたが、後日まとめられた運輸安全委員会の報告によると負傷者17名、うち重傷12名であった。
なお、当該車両は6月2日午後から3日1時までに、別の車両によって車両基地まで牽引され収容された。
2023年6月15日、神奈川県警は車両を設計した総合車両製作所の担当者3人を業務上過失致傷の容疑で書類送検した。車両の設計不備が事故につながったと判断した。12月8日、横浜地方検察庁は「逆走の予見可能性を認めるに足りる証拠が得られなかった」 として3人を不起訴とした。

## 原因および対策
運輸安全委員会の事故調査報告書によると、直接の原因は進行方向を下り方向へ設定・指示する回路が1両目の客室の後部左側にある機器室内で地絡ショートし断線したことである。また、システム上の問題として、上下いずれの進行方向も指示されない場合はモーター制御装置に記憶保持された進行方向を引き継いでそのまま走行する仕様となっていたこと、地上側での進行方向の確認をモーター制御装置よりも上流部分である運転台選択線で行っていたため断線を把握できなかったことが挙げられ、これらのいずれかが適切な仕様であれば列車は発車しなかった。さらに、ATCの後退検知機能が「指示された進行方向と逆に走行」した場合に機能する仕様となっており、回路断線で進行方向の指示がどちらにもない状態で転動を検知した場合は機能しない仕様であったため非常ブレーキが作動しなかった。
事故後、金沢シーサイドラインでは、モーター制御装置について進行方向の指示がある場合にのみ加速するように変更し、走行方向の指示がない場合にはATCの後退検知機能が両方向とも機能するよう変更した。そして地上側に返す進行方向状態を運転台選択線ではなく断線を起こした進行方向選択線とし、またその進行方向選択線はループ回路としその情報はその末端で取得するよう変更した。

## 影響
事故発生後よりバスによる代行輸送が横浜市営バス・京急バスを中心に実施され、並行してJR線・京浜急行電鉄・京急バスによる振替輸送も行われた。国土交通省は安全が確認できるまでの間、運行禁止措置を発令した。
事故から3日後の6月4日朝までに事故車両以外の15編成の確認を行い、国土交通省と協議、同日午前11時より運転を再開。安全確保のため、自動運転ではなく運転士乗務による手動運転を行い、運転士の数に限りがあるため、通常の65%程度の本数（運転間隔約7～10分）による特別ダイヤでの運転再開となった。代行バスは運転再開後も平日ラッシュ時を中心に引き続き運行されている。
6月4日より新杉田駅では2番線のみを使って運転をしていたが、復旧作業が終了したため6月16日より1番線の使用を再開した。
2019年7月1日以降、平日朝夕のラッシュ時の運行本数を増便する一方、利用者の少ない早朝や深夜の運行を減便すること、土曜休日は原則10分間隔で運行すること、これらの臨時ダイヤ改定により平日朝の新杉田駅 - 市大医学部駅間の代行輸送バスは運行を取りやめる（振替輸送は継続）ことが6月26日に発表された。なお、無人による完全自動運転の再開の目途はたっていないとも伝えられた。
8月31日から保安要員を運転席に同乗させる形で自動運転が再開し、9月6日からは完全自動運転が3か月ぶりに再開した。完全自動運転再開から約1か月間は万一に備えて両方の終端駅に保安要員を配置すると報じられている。
この事故の影響で、毎年春に開催している『シーサイドラインフェスタ』が2020年の開催中止を発表した。その直後に、新型コロナウイルスの感染拡大防止も重なったことから、2024年の開催までおよそ5年間実施されなかった。